# Svenska Översättarförbundet
Svenska Översättarförbundet var en svensk organisation som grundades 1954 och uppgick i Sveriges författarförbund 1971. Drivande kraft i bildandet var översättaren Elsa Thulin som också blev förbundets första ordförande. Svenska översättare hade tidigare tillhört Sveriges Författareförening (bildad 1893), men en stadgeändring 1944 gjorde att inga fler översättare kunde väljas in i författarföreningen.
Från början hade Svenska Översättarförbundet runt 60 medlemmar. Elsa Thulin efterträddes som ordförande av Ingegerd Granlund (1959-1969) och Granlund efterträddes i sin tur av John W. Walldén.
1971 slogs de fyra föreningarna för litterära upphovsmän - utöver översättarförbundet också Sveriges Författareförening, Minerva, föreningen för Sveriges vetenskapliga och populärvetenskapliga författare (bildad 1946), och Sveriges Ungdomsförfattarförening (bildad 1948) - samman och bildade Sveriges Författarförbund.
Översättarsektionen är idag en av fyra sektioner i författarförbundet med runt 600 medlemmar.